# 銀河帝国
銀河帝国（ぎんがていこく）は、スペースオペラなど宇宙を舞台にしたSF作品にしばしば登場する架空の国家である。
その名の通り、銀河系をあまねく支配・統治している帝国を指すことが多い。当然、皇帝がその支配者である。イメージ的にわかりやすく、政体の詳細な説明が不要で話が進めやすくなるため、主に娯楽性を重視したSF作品で多用される。
作品によっては人類だけによる帝国もあれば、複数の種族からなる帝国も存在する。内情は賢帝と忠臣による善政が敷かれた理想の政体や、暴君個人が専横を極める物語の敵役、すでに滅亡し、古代超科学の遺産だけが残っているものなど様々である。
銀河帝国が登場するような作品では既知宇宙内の国家機構が銀河帝国のみである場合もあるが、並立する国家機構が存在する場合、「～連邦」、「～連合」、「～共和国」などの自由民主主義国家であることを標榜する名称であることが多い。大抵の場合は帝国とは銀河を2分する敵対勢力である。

## 関連作品

### 小説
- アイザック・アシモフ 『銀河帝国興亡史（ファウンデーションシリーズ）』

「銀河帝国」という概念と名称を最初に広く定着させた作品。トランターを帝都とする人類のみの銀河帝国。着想は『ローマ帝国衰亡史』より。
- エドモンド・ハミルトン 『スターキング』『スターキングへの帰還』
- アーサー・C・クラーク 『銀河帝国の崩壊』（原作者によるリメイク版は『都市と星』）、『悠久の銀河帝国』
- A・E・ヴァン・ヴォークト 『銀河帝国の創造』
- フランク・ハーバート 『デューン』シリーズ
- ラリー・ニーヴン・ジェリー・パーネル 『神の眼の小さな塵』

それまでは民主主義政と比較して否定的に描かれることが多かった帝政を、最初に肯定的に描いた作品。
- ダグラス・アダムズ 『銀河ヒッチハイク・ガイド』。
- 田中芳樹 『銀河英雄伝説』 - ゴールデンバウム朝銀河帝国、ローエングラム朝銀河帝国

ゴールデンバウム朝銀河帝国は人類唯一の国家を標榜する専制国家。民主主義を国是とする自由惑星同盟との150年間に及ぶ戦争で共に疲弊し、開明的な独裁者が築いた新王朝により再統一される。
- 笹本祐一 『ARIEL』、『ミニスカ宇宙海賊』

両作品で同一のものであるかは不明。どちらも帝国というわりには支配はゆるく各惑星には自治が認められ、宇宙空間では宇宙海賊が横行している。
- 栗本薫 『新・魔界水滸伝』
- 新城カズマ 『ジェスターズ・ギャラクシー』
- 冬原パトラ 『VRMMOはウサギマフラーとともに。』

伝説の暴君と称されるミヤビが、武力で数多の逆らう星々を潰して纏め上げた強大な軍事国家。国民は皇帝のミヤビに心酔しており、その中には各分野の天才たちもいて並外れた科学力を誇る。宇宙同盟や惑星連合と三つ巴状態になってはいるが、軍事力は桁違いで同盟と連合が組んでも到底敵わない。

### 映画
- ジョージ・ルーカス 『スター・ウォーズ』シリーズ - 銀河帝国 (スター・ウォーズ)
- マーベル・シネマティック・ユニバース『ガーディアンオブギャラクシー』シリーズ

### ゲーム
- SFシミュレーションゲーム 『シュヴァルツシルト』シリーズ

### 漫画
- 聖悠紀 『超人ロック』

汎銀河戦争によって崩壊した銀河連邦に代わって、エスパーの１人であるナガトが建国する。強力な『銀河コンピューター』を駆使して、連邦をしのぐほど拡大するが、歴代の皇帝は次第に『銀河コンピューター』の傀儡になっていく。
- 真鍋譲治 『銀河戦国群雄伝ライ』 - 神聖銀河帝国

正確には、帝国滅亡後の戦国乱世を描いた作品。

### メディアミックス
- 『ギャラクシーエンジェル』 - トランスバール皇国

### 特撮
- 『ドクター・フー』 - ダーレク帝国、ソンターラン帝国
- 『ウルトラマンゼロ THE MOVIE 超決戦!ベリアル銀河帝国』 - ベリアル銀河帝国
- 『海賊戦隊ゴーカイジャー』 - 宇宙帝国ザンギャック